# Sonic (ISP)
Sonic es una empresa de telecomunicaciones y proveedor de servicios de Internet con sede en Santa Rosa, California, que actúa como operador local competitivo en el área de la bahía de San Francisco, Sacramento y Los Ángeles.

## Historia
Sonic comenzó como un esfuerzo por ofrecer conectividad de red y acceso a Internet al personal y los estudiantes del campus del Santa Rosa Junior College. En 1994, Sonic comenzó a operar formalmente en Internet mediante una asociación entre Dane Jasper y Scott Doty, quienes habían trabajado en la red del Santa Rosa Junior College. En 1995, Sonic se trasladó a su ubicación en el centro de Santa Rosa.
En 2011, tras preocuparse por el aumento de las solicitudes judiciales de datos de los usuarios, la mayoría relacionadas con infracciones de derechos de autor relacionadas con pornografía, Sonic redujo a dos semanas el tiempo que almacena los registros de la actividad de los usuarios.{ref>.
Más tarde en 2011, el gobierno estadounidense obligó a Sonic y Google a entregar las direcciones de correo electrónico de las personas que habían mantenido correspondencia con el voluntario de WikiLeaks y desarrollador de Tor Jacob Appelbaum. Sonic y Google lucharon contra la orden judicial secreta, que el consejero delegado Dane Jasper calificó de "bastante cara, pero lo correcto", y el tribunal accedió a levantar el sello de la orden de Sonic para entregar a Appelbaum una copia de la misma.
En 2012, Jasper declaró a TorrentFreak que Sonic no participará en el llamado plan "six strikes", en el que los principales proveedores de servicios de Internet estadounidenses comenzarán a advertir y castigar a las personas sospechosas de infringir los derechos de autor, afirmando que los ISP no están equipados para vigilar las acciones de los individuos, y que la MPAA y la RIAA no han invitado a los ISP pequeños e independientes a participar.
A finales de 2014, Sonic.net cambió de marca a Sonic, tras adquirir sonic.com y el manejo de twitter @sonic.
En abril de 2015, la empresa se asoció con AT&T para ampliar el servicio, utilizando FTTx. Debido a esta asociación, los clientes de Sonic tienen que seguir las políticas de AT&T, incluido cualquier acceso dado al gobierno federal. Los clientes de Sonic pueden utilizar una VPN para evitar las políticas de AT&T y Sonic solicita órdenes judiciales para cualquier investigación solicitada por la ley.
En diciembre de 2018, Sonic anunció una asociación con eero inc, creador del primer sistema de malla WiFi para todo el hogar, para mejorar la conectividad WiFi en todo el hogar.

## Servicios
Sonic ofrece una serie de servicios:
- Fibra de 10 Gigabits: producto residencial.
- Fibra Gigabit - servicio combinado de voz (VoIP) y datos que ofrece hasta 1.000Mbit/s por línea utilizando Red óptica pasiva, con voz de línea fija ilimitada en todo el país. Sonic tiene el control total de la línea: los abonados están en el espacio IP de Sonic. Disponible en mercados selectos, actualmente sólo en ubicaciones del norte de California.[14]
- Fusion ADSL2+: servicio combinado de voz (POTS) y datos que ofrece hasta 20Mbit/s por línea, con voz de línea fija ilimitada en todo el país. Sonic tiene el control total de la línea: los abonados están en el espacio IP de Sonic.
- Fusion VDSL2: servicio combinado de voz (POTS) y datos que ofrece hasta 75Mbit/s[15] con las mismas limitaciones que Fusion ADSL2+. Este abono se sirve desde una OC donde Sonic tiene el control total de las tarjetas de línea y por tanto eliminan cualquier limitación artificial en la velocidad que pueda obtener un abonado. El requisito para obtener este servicio es estar relativamente cerca de la central, hasta 1.000 metros.[16] También está disponible X2, que duplica aproximadamente la velocidad.
- Fusion FTTN (VDSL2): servicio combinado de voz (VoIP) y datos que ofrece desde 20 Mbits/s hasta 75 Mbits/s mediante enlace (X2), con voz de línea fija ilimitada en todo el país. Se revende a AT&T U-verse. La conexión de par sencillo está limitada a 50 Mbits/s aunque la línea sea capaz de más; el par enlazado está limitado a 75 Mbits/s. Sonic tiene cierto control de la línea, como no aplicar límites de transferencia, pero los clientes están en el espacio IP de AT&T. La conexión VoIP es por defecto G.729ab[17] y utiliza menos de 50 Kbps.[18]
- FlexLink - servicio Ethernet de banda media que ofrece velocidades simétricas de 1,5Mbit/s a 500Mbit/s.
- AT&T DSL: servicio ADSL prestado a través de una línea de voz AT&T. Este servicio está obsoleto y Sonic ya no acepta suscripciones ADSL1 heredadas.
- Alojamiento: servicios de alojamiento de sitios web.
- Colocación: centro de datos de colocación en Santa Rosa, California.